# Carniella schwendingeri
Carniella schwendingeri är en spindelart som beskrevs av Knoflach 1996. Carniella schwendingeri ingår i släktet Carniella och familjen klotspindlar.
Artens utbredningsområde är Thailand. Inga underarter finns listade.